# Richie Malone

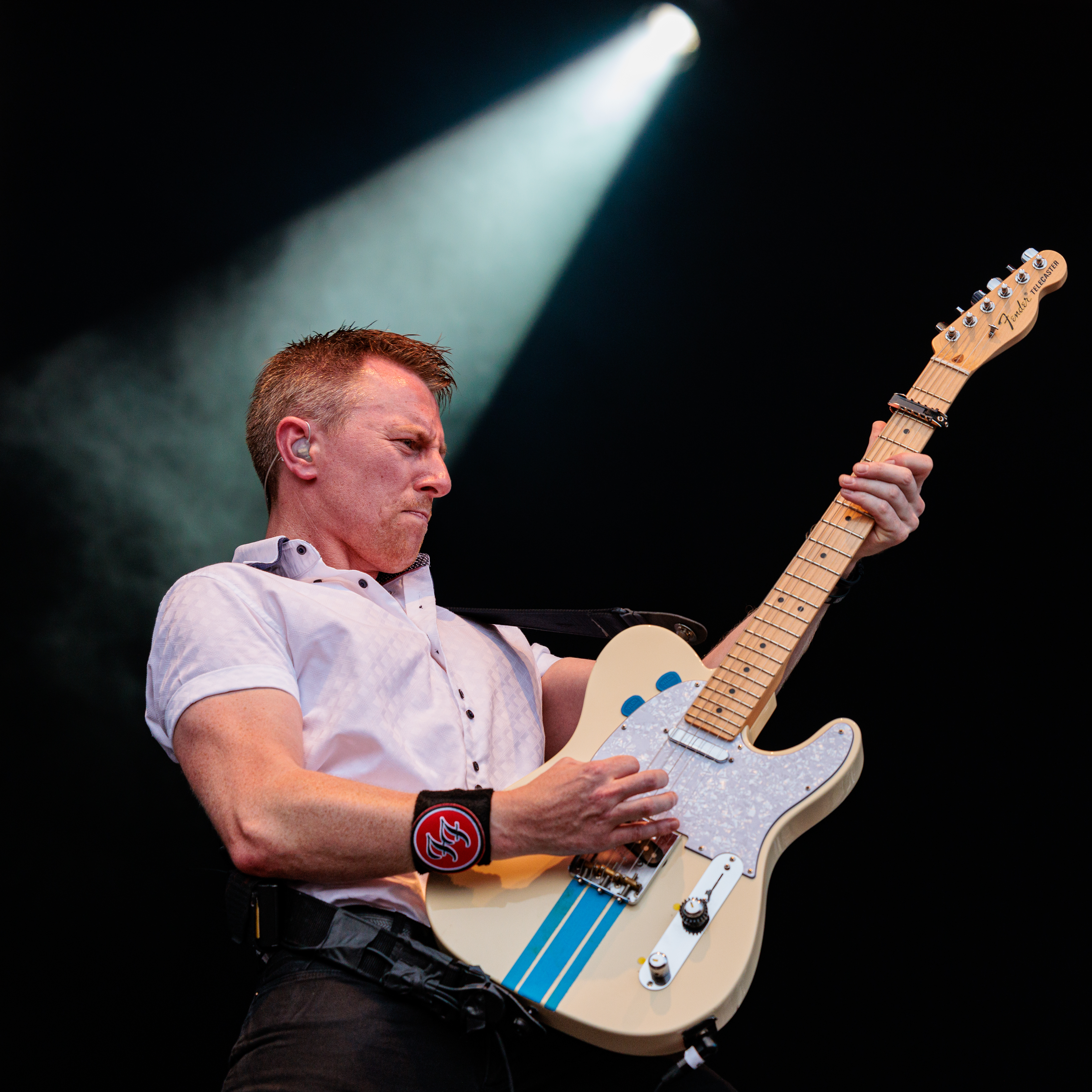
Richie Malone, 3. August 2024 mit Status Quo.

Richie Malone (* 18. März 1986 in Ballybrack, Dublin) ist ein irischer Rockmusiker. Er ist seit 2016 Rhythmusgitarrist der englischen Rockband Status Quo.

## Leben
Malone stammt aus Ballybrack in South Dublin. Er war zunächst Frontmann der Rockband Raid aus Dublin. Als langjähriger Fan von Status Quo stand er längere Zeit im freundschaftlichen Verhältnis zu den Mitgliedern der Band.
Im Juli 2016 übernahm er bei Status Quo den Part von Rick Parfitt, der aus gesundheitlichen Gründen ausschied und im Dezember des Jahres starb. Seinen ersten Auftritt mit Status Quo hatte er im Juli 2016 in Leuven. Seit Parfitts Tod ist er ständiges Mitglied der Gruppe. Auf dem Status-Quo-Album Backbone stammen zwei Songs aus der Feder des Iren, wobei einer davon als Bonus-Track veröffentlicht wurde. Seinen Track Get out of My Head durfte Malone auch einsingen, was ein Novum auf einem Status-Quo-Album war.
Malone und seine Frau Jessica haben drei Töchter.